# Allt om Historia
Allt om Historia är en svensk populärvetenskaplig tidskrift med inriktning på historia, som har getts ut sedan 2005. Tidningen gavs ursprungligen ut av Lundabaserade Historiska Media, men sedan hösten 2010 ges tidningen ut av LRF Media. Redaktionen finns i Malmö. Allt om Historia utkommer även i Danmark, under namnet Alt om Historie, samt i Norge, där den heter All Verdens Historie, i Finland, där den heter Maailman Historia och på Island under namnet Sagan Öll. 

## Utgivning
Premiäråret 2005 utkom endast tre nummer, eftersom utgivningen påbörjades i oktober och man inte hann med fler. Från och med 2006 utkommer tidningen med tolv nummer om året, men just detta år var nummer 7 och 8 sammanslagna till ett dubbelnummer (7-8). 2007-2011 var Allt om Historia en månatlig tidskrift. Sedan 2012 utkommer Allt om Historia med 14 nummer per år. Ansvarig utgivare är Magnus Bergsten.
I januari 2012 publicerades Allt om Historias första specialutgåva 199 frågor och svar som nominerades till Tidskriftspriset för bästa Oneshot 2012.

## Utformning
- Ledare och innehåll
- Historiska Nyheter
- Bilden berättar
- Frågor och svar
- Historiska artiklar av varierande längd och i olika ämnen
- Nu & då
- Tips och trender
- Testa dig själv